# Clubiona subnotabilis
Clubiona subnotabilis är en spindelart som beskrevs av Embrik Strand 1907. Clubiona subnotabilis ingår i släktet Clubiona och familjen säckspindlar. Inga underarter finns listade i Catalogue of Life.